# شناخت نخستی‌ها

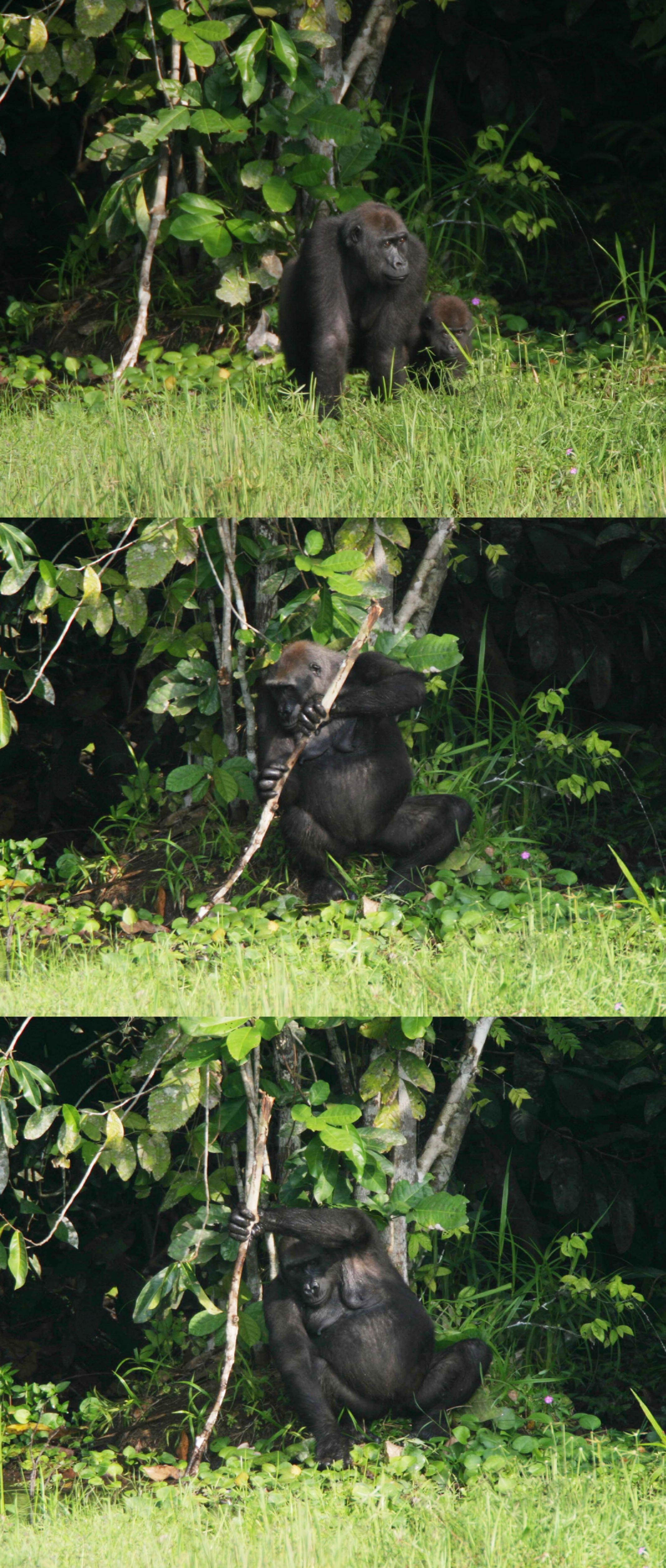
کاربرد ابزار توسط گوریل

شناخت نخستی‌ها (به انگلیسی: Primate cognition) مطالعه مهارت‌های فکری و رفتاری نخستی‌های غیرانسانی است، به‌ویژه در زمینه‌های روان‌شناسی، زیست‌شناسی رفتاری، نخستی‌شناسی و انسان‌شناسی.
نخستی‌ها توانایی شناخت در سطوح بالایی را دارند. برخی ابزار می‌سازند و از آنها برای تهیه غذا و نمایش‌های اجتماعی استفاده می‌کنند. برخی راهبردهای شکار پیچیده‌ای دارند که نیاز به همکاری، نفوذ و رتبه دارند. آنها آگاه به موقعیت، دستکاری و توانایی فریب هستند. آنها می‌توانند خویشاوندان و هم‌نوعان را تشخیص دهند. آنها می‌توانند یاد بگیرند که از نمادها استفاده کنند و جنبه‌های زبان انسانی از جمله برخی نحو رابطه‌ای، مفهوم‌های اعداد و دنباله عددی را درک کنند.